# Кёнген
Кёнген (нем. Köngen) — община в Германии, районный центр, расположен в земле Баден-Вюртемберг. 
Подчиняется административному округу Штутгарт. Входит в состав района Эслинген.  Население составляет 9613 человек (на 31 декабря 2010 года). Занимает площадь 12,52 км².